# Alketas Panagoulias
Alketas Panagoulias (in greco: Αλκέτας Παναγούλιας; Salonicco, 30 maggio 1934 – Vienna, 18 giugno 2012) è stato un allenatore di calcio e calciatore greco, di ruolo difensore.

## Biografia
Pur dividendosi fra gli Stati Uniti (di cui ottenne la cittadinanza nel 1969) e la Grecia sino agli ultimi anni di vita, stabilì la propria residenza in Virginia, precisamente a Vienna, dove morì all'età di 78 anni.

## Carriera
Panagoulias inizia il proprio lunghissimo iter calcistico come calciatore nell'Aris Salonicco, in Grecia. Finiti gli studi universitari, si trasferisce negli Stati Uniti, dove continua gli studi a New York. Lì abbandona il calcio giocato ed allena la squadra dei N.Y. Greek American, con cui vince tre US Open Cup consecutive, dal 1967 al 1969. Tornato ad Atene, nel 1972 assume il ruolo di vice-allenatore della nazionale ellenica, al tempo guidata dal CT nordirlandese Billy Bingham.
L'anno dopo rileva Bingham. Manterrà il posto per otto anni, fino al 1981, ottenendo la prima qualificazione greca agli campionato d'Europa, a Italia 1980, sebbene il risultato della fase finale sia mediocre (un pareggio e 2 sconfitte). Dopo l'esperienza alla guida della nazionale, che consacra il proprio valore, Panagoulias passa all'Olympiacos, che guida fino al 1983 vincendo 2 campionati nazionali in 3 stagioni. Nel 1983 torna in America, allenando per 2 stagioni il Team America. Nel 1984 è coach della nazionale olimpica statunitense ai Giochi olimpici di Los Angeles.
Dopo le Olimpiadi ritorna all'Olympiakos, con cui vince il campionato 1986-1987. I tre anni successivi lo vedono sulla panchina dell'Arīs Salonicco, mentre nel 1992 torna ad allenare la nazionale greca, con cui ottiene la prima qualificazione al mondiale, a USA 1994, ottenendo il primo posto nel girone grazie a una vittoria casalinga all'ultima giornata delle eliminatorie sulla Russia già qualificata. Nella fase finale la squadra tiene, tuttavia, un rendimento ancora una volta pessimo, con 3 sconfitte in 3 partite, 0 gol fatti e 10 subiti. Dal 1996, per 2 stagioni, allena l'Īraklīs, e poi per un anno l'Arīs . Qui si chiude la sua lunghissima carriera di allenatore. È ricordato per aver portato i greci per la prima volta alle fasi finali di europeo e mondiale.

## Palmarès

### Club

#### Competizioni nazionali
- US Open Cup: 3

Greek American Atlas: 1967, 1968, 1969
- Campionato greco: 3

Olympiakos: 1981-82, 1982-83, 1986-87